# Турбореалізм
Турбореалізм — самоназва напрямку, який виник у російській фантастичній літературі на початку 90-х років ХХ століття. На думку частини літературних критиків та письменників, які не пишуть у цьому напрямку, турбореалізм є результатом спроби відмежуватися від фантастики, яка вважається «низьким сортом» літератури.
Турбореалізм можна визначити як філософсько-психологічну інтелектуальну фантастику, яка вільно поводиться з реальностями. Твори, що відносяться до цього напрямку, знаходяться на межі між фантастикою та звичайною літературою, але фантастичне припущення є відправним пунктом для твору, написаного за канонами соціально-психологічної прози. Якимсь чином турбореалізм є подальшим розвитком уявлення про «реалістичну фантастику», закладеного братами Стругацькими Термін «турбореалізм» першим використав Володимир Покровський. До «турбореалістів» відносяться такі автори, як Андрій Столяров, Андрій Лазарчук, частково також Віктор Пелевін і Михайло Веллер. У близькій до турбореалізму манері працюють Едуард Геворкян і Андрій Саломатов.
Андрій Лазарчук дає наступне визначення турбореалізму:
|  | Під турбореалізмом розуміємо наступне: наш світ, в основному, становить із себе колективний вимисел або, щонайменше, опис, текст, інформаційний пакет; про який безпосередньо у відчуттях ми отримуємо дуже незначну частину інформації (та й ту, знаючи щось про механізми сприйняття, ми можемо поставити під сумнів), значно ж більше — у вигляді повідомлень, які пройшли через багато рук.<…> Можна сказати так: турбореалізм є літературою віртуального світу, в якому ми існуємо. |

Оскільки цей термін поки що не набув постійного значення, до «турбореалістів» періодично зараховують авторів так званої «четвертої хвилі» радянської та російської фантастики, які працюють у інших естетичних напрямках — наприклад, Михайло Успенський, Євген Лукін, Вячеслав Рибаков, Володимир Покровський або Борис Штерн.
Турбореалізм характеризуеться його теоретиками за такими відмінними рисами, як «надтекст», «епікатастрофічність» та «метарелігия».
Суть принципу «надтексту» — уявлення про літературу в цілому як про інформаційну хвилю, яка котиться з минулого у майбутнє. Для того, щоб сказати щось дійсно нове, автор повинен знаходитись попереду цієї хвилі, писати з випередженням власного часу. Це досягається підвищеною смисловою та емоційною насиченістю текстів творів турбореалізму, з чого природним чином випливає множинність трактування. Принцип «надтексту», який був важливим для «турбореалістів» на етапі формування їх руху, мав не стільки філософсько-естетичний, скільки політичний характер — він яскраво показував, чому турбореалізм знанаходиться в авангарді сучасної літератури.
Проте принцип «епікатастрофізму» виявився досить плодючим. Постулатом його стало твердження, що людина (соціум, світ) існує в умовах перманентної катастрофи — моральної, соціальної, космологічної. Застосування цього принципу надає творам «турбореалізму» часткову песимістичність — та одночасно робить їх відносно динамічними.
Принцип «метарелігії» заснований на уявленні про рівнозначності для турбореалізму таких понять, як особистість, Бог і світ. Саме використання цього принципу дозволяє авторам вільно поводитись з реальностями, зіштовхувати на рівних Бога (або Диявола) та людини, використовувати магію не як художній прийом, а як суттєву частину описуваної реальності.

## Головні твори турбореалізму
- Андрій Столяров. Ворон (1990);
- Андрій Лазарчук. Запізнилися до літа (1989—1996);
- Віктор Пелевін. Життя комах (1992);
- Андрій Столяров. Монахи під Місяцем (1992);
- Андрій Столяров. Я — мышиный король (1994);
- Віктор Пелевін. Чапаєв і Порожнеча (1996).